# Tre Ungarske studier
Tre Ungarske studier (op. 38) is een verzameling composities van Agathe Backer-Grøndahl voor piano solo. Deze “Hongaarse” etudes werden op 6 oktober 1896 uitgegeven door Brødrene Hals (nr. 861). Die uitgeverij verwees daarbij naar de uitvoering van de studies door Dagmar Walle-Hansen op 26 september 1896 in de concertzaal van die uitgeverij. De componiste zelf heeft de Humoreske in november 1898 zelf ook een aantal keren uitgevoerd.
De drie studies zijn:
- Humoreske in allegro con fuoco in g-mineur in 4/4-maatsoort
- Intermezzo in allegretto sostenuto in b-mineur in 4/4-maatsoort
- Marche fantastique in tempo di marcia in b-mineur in 4/4-maatsoort

De werkjes hebben alle drie een rapsodisch karakter, met Csárdás-achtige trekjes in de begeleidende springende bassen, waarbij de zigeuneresk-melancholische melodiek is gelardeerd met enige virtuoze ornamentiek, die doet denken aan de Hongaarse stijl die ook Johannes Brahms en Franz Liszt regelmatig in hun werken hanteerden.